# Recreatio Carminis
«Recreatio Carminis» — п'ятий студійний альбом німецького симфонічного фольк-метал-гурту Coronatus. Реліз відбувся 25 жовтня 2013 через лейбл Massacre Records.

## Список композицій
| #   | Назва                  | Тривалість |
| --- | ---------------------- | ---------- |
| 1.  | «Ouvertüre»            | 01:43      |
| 2.  | «Towards Horizon»      | 04:46      |
| 3.  | «In meinem Reich»      | 04:11      |
| 4.  | «The Monk»             | 04:23      |
| 5.  | «Schwester»            | 03:13      |
| 6.  | «Der Gesandte»         | 05:25      |
| 7.  | «Winterrosen»          | 03:33      |
| 8.  | «Elisa (Eleven Swans)» | 02:30      |
| 9.  | «Sternenstaub»         | 04:09      |
| 10. | «So tanzt!»            | 03:51      |
| 11. | «Erhebt die Wogen!»    | 03:25      |

## Учасники запису
- Кармен Р. Лорч — вокал
- Ада Флечтнер — вокал
- Марейке Макош — вокал
- Мат Курт — барабани
- Арія Кераматі Норі — гітари, бас-гітара в треках 2, 4, 10, 11
- Піну Ремус — клавіші, організування оркестру